# Jeanette
Jeanette Anne Dimech (Londres, Inglaterra; 10 de octubre de 1951), más conocida simplemente como Jeanette, es una cantante y compositora británicoespañola.
Su infancia se desarrolló en Inglaterra y Estados Unidos, y ya siendo adolescente se asentó en España. A mediados de los sesenta conoció a un grupo de jóvenes apegados a la música y junto a ellos formó el grupo musical Pic-Nic quienes fueron contratados por la discográfica Hispavox después de una audición en una radio local. Con este grupo lanzó «Cállate, niña», canción que lideró la lista musical española durante siete semanas. Pese a su éxito Pic-Nic se disuelve por presión de su madre.
En 1971 retorna como solista a insistencia de Hispavox que lanza su primer sencillo «Soy rebelde». La canción definió su carrera como baladista y amplió su fama en países de habla hispana. Continuó publicando una serie de EP de mediana popularidad hasta que en 1976 «Porque te vas» (lanzado en 1974) fue difundido en la película Cría cuervos de Carlos Saura. Esta canción se ubicó en las listas musicales de toda Europa y encabezó las de países como Alemania y Francia. En esos años firmó para la discográfica alemana Ariola con la cual grabó en Francia un álbum musical e inclinó su carrera a la música disco. 
En 1980 firmó para RCA (filial de España). Esta discográfica la contactó con Manuel Alejandro quien le produjo Corazón de poeta (1981). El álbum la llevó a la cima de su carrera musical con altas ventas en España, México, Centro y Sudamérica. Jeanette grabó dos álbumes más que la mantuvieron en la escena musical. Algunas canciones que destacaron fueron: «Frente a frente», «Corazón de poeta», «El muchacho de los ojos tristes», «Con qué derecho» y «Amiga mía». Tras una pausa en su carrera Jeanette regresó con el disco Loca por la música (1989). Desde 1992 hace tributos musicales con el grupo Mágicos 60 y en 2004 cambiaron de nombre a Míticos 70.
En 1982 la revista Billboard le otorgó el premio Billboard en español. En 2012 la revista Rolling Stone incluyó una de sus canciones entre Las 200 Mejores Canciones del Pop-Rock Español. Algunas figuras del medio musical han hecho versiones propias de sus temas como Rocío Jurado, Masterboy, Enrique Bunbury,
Juan Bau, Chayanne, Pandora, Yuri, Albert Pla o José Luis Perales, quien le compuso la canción Porque te vas, y otros.

## Biografía y carrera

### 1951-1964: primeros años
Jeanette nace el 10 de octubre de 1951 en la ciudad de Willesden, Londres. Hija de madre española, procedente de Tenerife (Canarias), y de padre belga, de ascendencia maltesa y nacido en el antiguo Congo Belga (la actual República Democrática del Congo). Sus padres se conocieron en la capital británica cuando las Islas Canarias comerciaban con el Reino Unido en la exportación e importación de frutas. Sus abuelos maternos (ambos dedicados al comercio y a los negocios) decidieron emigrar junto con su madre a Londres. Jeanette residió allí hasta 1953, luego sus padres se trasladaron a los Estados Unidos. Primero se instalaron en Chicago y después en Los Ángeles, a partir de 1961 donde, años más tarde, nacen sus dos hermanos menores. El divorcio de sus padres afectó a la cantante y la custodia sobre los pequeños la obtuvo legalmente su madre, quien más adelante decide volver a España con ellos, instalándose en Barcelona a partir de 1964.

### 1964-1970: Pic-Nic
A mediados de la década de 1960, Jeanette conoce al grupo Vytas Brenner Quartet, fundado por Vytas Brenner que incluía a Haakon Brenner (bajo), Jordi Sabatés (batería) y Toti Soler (guitarra rítmica). Ellos ensayaban canciones de moda en un sótano y Jeanette fue a verlos. De inmediato se sintió atraída hacia el ambiente musical y las constantes reuniones con la banda conducen a su integración. Cuando Jeanette se integró el grupo cambió de nombre a Brenner’s Folk y junto a ella sacaron el EP Daurat oest (Oeste dorado; 1966) en catalán publicado por Edigsa. 
Jeanette recibió de regalo una guitarra y con esta desarrolló su interés en componer canciones. Con tres acordes compuso «Hush Little Baby» y la presentó al grupo. Después de una audición en una radio local de Barcelona el grupo fue fichado por el productor de Hispavox Rafael Trabucchelli. Trabucchelli apostó por el sonido folk y les cambio el nombre a Pic-Nic. Vytas y Haakon Brenner viajan a Venezuela y en su lugar ingresan Isidoro de Mentaberry "Doro" (bajo) y Al Cárdenas (guitarra rítmica). En 1967 sale a la venta el primer corte «Cállate niña» (versión en español de «Hush Little Baby») que lideró el listado musical español por siete semanas. Otros EP mantuvieron el éxito del grupo y al año siguiente se publicó su primer álbum. Trabucchelli aprovechó el dominio del inglés de Jeanette y edita un álbum en ese idioma.
Los retrasos estudiantiles de Jeanette obligan a su madre a separarla de Pic-nic que termina disolviéndose. Toti Soler y Jordi Sabatés formaron parte de bandas como Om y Jarka cruciales en el rock progresivo de Barcelona, mientras que Vytas Brenner fundaría el grupo Ofrenda en Venezuela y grabaría varios LP. Con el fin de Pic- Nic, Jeanette se casó con su novio, el exfutbolista húngaro Laszlo Kristoff, y cambió de residencia a Viena (Austria).

### 1971-1977: «Soy rebelde» y «Porque te vas»

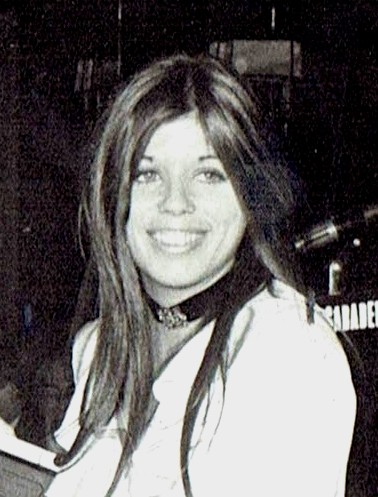
Jeanette en 1973.

Cuando Jeanette llega a Viena toma la decisión de no volver a la música e iniciarse como piloto de avión mientras que en España el compositor Manuel Alejandro presentó a Rafael Trabucchelli «Soy rebelde» para su publicación y difusión en ese país. Esta canción ya se había publicado en México sin éxito. Trabucchelli recordó la voz del grupo Pic-nic y pidió su contacto inmediato. Tras varias súplicas Jeanette vuelve a España en 1971 y firma un contrato con Hispavox como solista. Ahí conoce a Alejandro y luego de escuchar la canción se negó a grabarla por diferencias con ese tipo de música. Pasadas tres semanas y con el conocimiento de que su contrato podría terminar, accede a grabar «Soy rebelde». La promoción de este sencillo inició su carrera como baladista. En España «Soy rebelde» lideró el listado musical y certificó un disco de oro y en Sudamérica estuvo dentro de las primeras cinco posiciones en países como Argentina, Colombia y Perú. Hispavox editó tres versiones de esta canción en inglés, francés y japonés. En 1972 se publicó «Estoy triste», otra composición de Alejandro y en 1973 la discográfica saca a la venta su primer disco Palabras, promesas... donde se reúnen los sencillos anteriores y composiciones del cantante José Luis Perales.

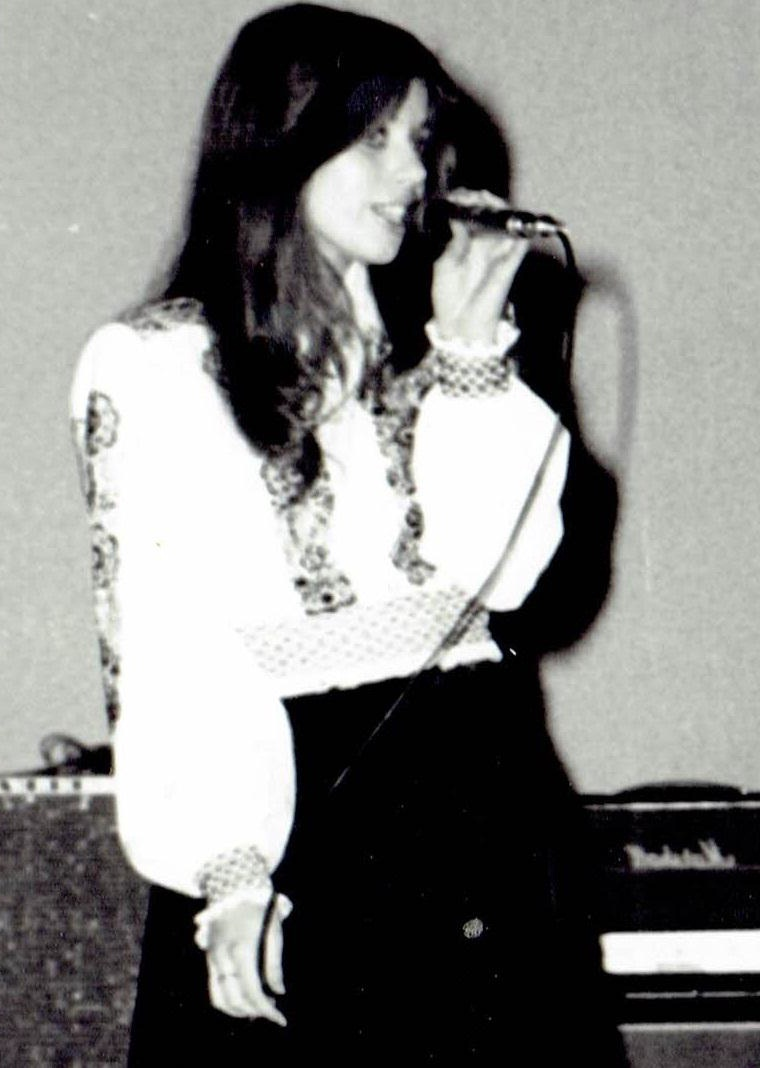
Presentándose en 1975.

En 1974, Perales presenta a Trabucchelli «Por qué te vas» con la esperanza de que Jeanette la grabe. Según Perales, Jeanette se mostró reacia a la canción al no ser composición de Alejandro y Trabucchelli ejerció presión sobre ella para su grabación. Pero Jeanette afirma que le gustó la canción y accedió a grabar sin complicaciones. Las ventas de la canción no fueron las esperadas por ambas partes y Jeanette firma contrato con la discográfica alemana Ariola. Su relanzamiento musical fue con la canción «Vengo de un sueño de amor» (1974) que fue composición propia de Jeanette junto a Fernando Castaño. Ese mismo año el director de cine Carlos Saura escuchó «Porque te vas» en la radio y decide incluirla en el proyecto Cría cuervos solicitando el permiso a Jeanette. En 1975, Ariola contacta a Manuel Alejandro para la producción del sencillo «Hoy nos hemos dicho adiós» que tuvo una promoción limitada.
En 1976 se estrenó Cria Cuervos. «Porque te vas» se convirtió en tema de apertura y banda sonora de la película, que ganó en el Festival de Cannes haciendo estallar el éxito de «Porque te vas» en toda Europa. Ese año Hispavox negoció con Jeanette para la promoción del sencillo. «Porque te vas» (en español) alcanzó el número 1 en Alemania y Francia, estuvo en el top 10 de Finlandia, Portugal y Suiza y en el top 20 de varios países alrededor del mundo. Su éxito en Francia promueve a una versión para ese país «Pourquoi tu vis» y a la adaptación de anteriores éxitos en ese idioma. «Porque te vas» vendió seis millones de copias y es la canción más difundida de Perales en el mundo con diferentes versiones en otros idiomas.

### 1977-1981:Todo es nuevoy música de consumo
Ariola aprovechó el momento vocal de la cantante y editó Jeanette (1977) un álbum grabado en francés y producido por André Popp, reconocido por composiciones como  «Love is blue» y «Mánchester y Liverpool». También se editó una versión en español de este disco llamado Todo es nuevo. El sencillo promocional «Todo es nuevo» fue comercializado en tres idiomas: alemán, español y francés y su composición musical se basó en las partituras de «Porque te vas». Al no tener éxito, la discográfica promueve la carrera de Jeanette en la música de consumo de esos años. El primer corte fue «Don’t Say Goodnight To A Lady From Spain/ Heaven Please, Don’t Let It Rain Tonight» (1978), producción de Ralph Siegel con distribución en Alemania y Benelux. Ese mismo año se pública «Voy a tener un niño/ De mujer a mujer».
Jeanette termina su contrato con Ariola y firma con RCA. Esta discográfica publicó dos sencillos: «Little Man From Japan/ Las Brisas» (1979) (producción de Ralph Siegel) y «Valley Of Love/ Summer Holiday» (1980). Jeanette re-negocio su contrato y propuso volver a España con un disco melódico para reactivar su carrera como baladista. En 1980 RCA solicita a Manuel Alejandro la producción de un álbum con composiciones que culminan en 1981.

### 1981-1989:Corazón de poeta,ReluzyOjos en el sol
En 1981 se publica Corazón de poeta, producción de Manuel Alejandro grabado en los Estudios Sonoland. Su primer sencillo «Frente a frente» devuelve a la cantante a las listas musicales de España y Sudamérica con éxito. «Corazón de poeta» y «El muchacho de los ojos tristes» mantienen la fama del disco que alcanza los primeros lugares de ventas en Argentina, Chile, España (doble disco de oro), Estados Unidos y México. En 1982 la revista Billboard otorga a Jeanette el premio Billboard en español y su discográfica edita «Sorrow/ A heart so warm and so tender» que tuvo promoción en Brasil. Jeanette solicita que la grabación de su próximo disco sea en Brasil y desde ese país pública Reluz (1983) con miras al mercado brasileño. Reluz fue grabado en los estudios de RCA en Río de Janeiro, fue producido por Eduardo Lages y Ed Wilson con los arreglos musicales del grupo Roupa Nova. De este material se editan dos sencillos: «Reluz» y «Con qué derecho» con modera recepción pese que ambos ingresan a Los 40 de España. Jeanette cambia su dirección musical con el disco Ojos en el sol (1984) dirigido por Óscar Gómez.  Esta producción alberga sonidos techno. El primer sencillo «Ojos en el sol» tuvo amplia difusión en España. Para Sudamérica se promociona el sencillo «Amiga mía» que la devuelve a las listas musicales con éxito.
Tras estas producciones Jeanette tuvo apariciones esporádicas. En 1988 RCA lanza Corazón de poeta en formato CD y edita junto a la cantante Sus más lindas canciones (1988), un recopilatorio de las canciones grabadas con esa discográfica. Ese año finaliza su contrato con RCA.

### 1989-2001:Loca por la música, Mágicos 60 ySigo rebelde
A pesar de tener un contrato Jeanette no grabó ningún álbum desde 1985 hasta 1989. Fue el productor español Paco Martín que le propuso la edición de un disco en su recién creada discográfica TWINS. Jeanette trabajo con Julio Seijas y Luis Gómez Escolar que los conocía por su disco Reluz (1983) y ambos productores propusieron actualizar el sonido musical de la cantante. Se lanzó Loca por la música (1989) con el primer sencillo «China» que ingresa a Los 40 de España. El segundo sencillo «Daría cualquier cosa» se publicó en Sudamérica con moderado éxito. En paralelo Jeanette abrió una boutique que no prosperó. 
En 1992 Jeanette hizo su reaparición con Mágicos 60, un grupo musical que homenajeaba a la música de esa década. El grupo estaba integrado por ella, Tony Ronald, Lorenzo Santamaría, Micky y Karina. Tras la salida de Karina el grupo cambio de nombre a Míticos 70 (2004) con giras alrededor del mundo. El espectáculo consiste en recordar canciones de estilo folk además de los éxitos de cada cantante. En 1996 Hispavox lanza el recopilatorio por los 25 años de carrera de Jeanette titulado Sigo rebelde que reúne sus éxitos con Pic-Nic hasta 1974. Hispavox negocia con RCA los derechos de los discos Corazón de poeta y Reluz. Este disco certifica un disco de oro en España.

### 2001-presente: proyectos y vida posterior
En 2001, el cantante Raphael invitó a Jeanette a grabar el tema «Yes Sir, I Can Boogie», una versión en español del éxito del dúo Baccara. En 2004 colaboró en el tema «La **** canción de amor en la que el chico gana» de Miqui Puig. En 2009 Jeanette fue homenajeada en la cuarta edición de los Premios de la Música y la Creación Independiente Pop-Eye 2009 que se celebró el 26 de septiembre en el Gran Teatro de Cáceres en España.

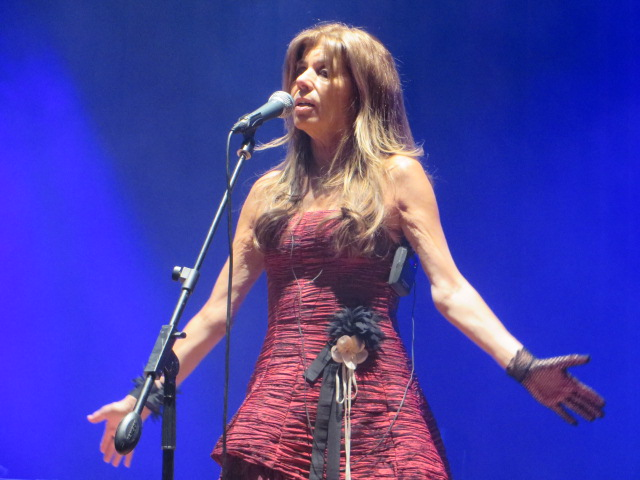
Jeanette durante un concierto en Perú en 2014.

En 2010, ofreció su imagen para el videoclip de la versión «Frente a frente» del cantante Enrique Bunbury. En 2013 participó en el álbum recopilatorio del cantante Coque Malla con la canción «Una moneda». y en 2016 ha regrabado con Juan Baú dos éxitos de ambos: «Acaríciame» y «Toda la noche oliendo a ti». Durante los últimos años Jeanette ha mantenido una serie de presentaciones en América, en países como Colombia, Ecuador, Estados Unidos, México, Perú y su país España. Jeanette actualmente reside en Madrid.
En 2021, la cantante Jeanette ofreció por primera vez un concierto en México al unirse al grupo GranDiosas, conformado por María Conchita Alonso, Dulce, entre otras, un show que regresa a los escenarios tras la cancelación y reprogramación de eventos en vivo a causa de la pandemia de Covid-19.
En 2022 se estrena la película Soy Rebelde, un documental dirigido por Paloma Concejero, que narra la revolución cultural de España a finales del siglo XX, a través de la música de la cantante Jeanette.
El 5 de agosto de 2022, anunció en su cuenta de Facebook el fallecimiento de su esposo, László Kristof. El matrimonio tuvo una hija, y contó que él siempre fue un gran apoyo personal y en su carrera artística. A pesar de la muerte de su marido, Jeanette decidió seguir sus giras y cumplir sus contratos laborales. A la fecha dice tener la fortaleza para seguir cantando a pesar de todo. En mayo de 2024, Jeanette se presentó a dar conciertos en las ciudades de Cochabamba y Santa   Cruz de la Sierra Bolivia.

## Legado
Jeanette es catalogada como una de las más grandes intérpretes de baladas en el mundo y su influencia ha sido tal en muchos artistas a nivel mundial. 
El periodista Carles Gámez comentó que Ana Torroja heredó la voz aniñada de Jeanette al iniciarse «como una cantante infantil del pop» en la banda Mecano. La cantante Rocío Jurado regrabó la canción «Viva el pasodoble» (1981) en su disco Sevilla de 1991. El grupo alemán de eurodance Masterboy hizo su versión de «Porque te vas». Quizá es esta la versión más exitosa de esta canción después de la Jeanette ya que estuvo en listados musicales en 1999. El cantante puertorriqueño Chayanne, también hizo una reedición de la canción Daría cualquier cosa, perteneciente originalmente a Jeanette que lo lanzó en 1989 y que permaneció en las listas radiales hasta principios de 1990. La versión de este intérprete fue incluida en su álbum Tiempo de vals de 1990 y estrenada como segundo sencillo oficial a finales de ese mismo año,  después de su primer sencillo Completamente enamorados. La cantante mexicana Yuri, también hizo una versión de la canción Amiga mía que fue incluida en su álbum Nueva era de 1993 y estrenada oficialmente en 1994.
Rosario Flores rindió tributo a Jeanette incluyendo «Soy rebelde» en su disco Cuéntame 2009. En una entrevista Rosario afirma que "es una canción que todos cantábamos de pequeños". Tras una propuesta de un disco tributo Enrique Bunbury acepta grabar «Frente a frente» (1981) y al ser el disco desestimado decide incluir su versión a su disco Las consecuencias (2010) como canción n.º 4 que corresponde al mismo número del disco Corazón de poeta (1981). Jeanette hace un cameo al final del videoclip de Bunbury.

## Arte

### Estilo musical e influencias
Jeanette empezó como baladista, y su apego a la música romántica fue con «Soy rebelde», aunque siempre se consideró «folkie». Las canciones del álbum Palabras, promesas...  han influido en la escena musical como puntal del folk hispano. Pese a su introducción en la música disco, Jeanette prefirió relanzar su carrera como baladista con el disco Corazón de poeta (1981). En una entrevista Jeanette cita que las letras de ese disco corresponden a una mujer madura y era así como se sentía ella. Agregó que se estaba más cómoda en el estilo de baladas con canciones de corto suave. Gracias a la evolución de su carrera se le conoce como la voz de niña-mujer.
Los inicios de Jeanette están marcados por el folk. Las canciones del grupo Pic-Nic son de este estilo como «Cállate niña» (composición propia de Jeanette), «Amanecer», «Negra estrella». Cuando empezó su carrera como solista Jeanette cantaba en sus conciertos canciones de Janis Ian («Society's child») y Melanie Safka («What have they done to my song, ma?»). La grabación de su disco Todo es nuevo (1977) muestra la influencia de la cantante francesa Françoise Hardy en su estilo chanson y compuso para este disco «Pequeña preciosa». En 1983 Jeanette compuso «Gracias a ti» para su disco Reluz. En este álbum la cantante se involucró totalmente en su producción con estilos del bossanova y la samba.

## Vida personal
Jeanette estuvo casada con László Kristóf, un exfutbolista húngaro refugiado con pasaporte austriaco, a quien lo conoció durante unas vacaciones en Barcelona en la casa de un compatriota futbolista del Barça, Zoltán Czibor. Kristof falleció en Madrid el 5 de agosto de 2022 y con quien tuvo a su única hija llamada Blythe, nacida en 1970 en Viena, Austria. Además tiene tres nietos, hijos de su hija Blythe, los tres nacieron en Madrid, España.

## Filmografía
- Soy rebelde (2022)

## Discografía

### Sencillos

#### Con Brenner's Folk
- 1966: Daurat Oest/Ho se/Clara Lluna/Amor Perdut

#### Con Pic-Nic
- 1967: Cállate niña/Negra estrella
- 1968: Amanecer/No digas nada
- 1968: Me olvidarás/Él es distinto a ti
- 1968: Hush, Little Baby/Blamin's Not Hard to Do/You Heard my Voice

#### Como Jeanette
- Véase Discografía de Jeanette

### Álbumes

#### Con Pic-Nic
- 1968: Pic-Nic
- 1969: Cállate, niña (reedición del LP Pic-Nic por Hispavox tras la disolución del grupo).

#### Como Jeanette
Recopilatorios
- Palabras, promesas... (1973)
- Jeanette canta «Porque te vas» y 9 éxitos más  (1976)
- Sus más lindas canciones (1988)
- Sigo rebelde (1996)
- Colección original (1998)
- 15 de colección (2004)
- Originales: 20 éxitos (2005)
- 10 de colección (2007)
- Lo esencial (2008)

Álbumes de estudio
- Todo es nuevo (1977)
- Corazón de poeta (1981)
- Reluz (1983)
- Ojos en el sol (1984)
- Loca por la música (1989)

Homenajes
- Contemplaciones. Homenaje Iberoamericano a Jeanette (2015)